# Болтенковы
Болтенковы — старинный русский дворянский род, восходящий к XVII веку.
Старинный дворянский род этой фамилии берёт начало от Степана Елизаровича Болтенкова, который в 1620 году был вёрстан поместным окладом в Болховском уезде Орловской губернии России. Род дворян Болтенковых был записан дворянским депутатским собранием в VI часть Дворянской родословной книги Тульской губернии Российской империи.
Другой род этой фамилии начинает свою историю от Евстрата Григорьевича Болтенкова, испомещенного в 1653 году населённым имением. Этот дворянский род Болтенковы был записан дворянским депутатским собранием в дворянскую родословную книгу Курской губернии Российской империи, однако Герольдия Правительствующего Сената не утвердила его в древнем (столбовом) дворянстве.

## Известные представители рода
- Болтенков, Иван Григорьевич (род. 1827) — генерал-лейтенант, участник Кавказских походов.
- Болтенков, Семён Иванович — основатель первой на Кубани сельскохозяйственной школы садоводства, огородничества и пчеловодства.